# Picrometopus apicalis
Picrometopus apicalis är en tvåvingeart som först beskrevs av Frey 1964.  Picrometopus apicalis ingår i släktet Picrometopus och familjen bredmunsflugor. Inga underarter finns listade i Catalogue of Life.